# Стопорев, Семён Яковлевич
Семён Яковлевич Стопорев (род. 13 февраля 1930, Малахово, Сибирский край) — бригадир плотников-бетонщиков строительного управления № 3 треста «Стройгаз» Главалтайстроя Министерства строительства СССР.

## Биография
Родился 13 февраля 1930 года в селе Малахово Косихинского района Алтайского края. Окончил семь классов неполной средней школы. Служил в армии механиком-водителем. В 1953 году после службы приехал в Барнаул и устроился плотником в строительное управление № 1 треста «Стройгаз».
Работая в тресте «Стройгаз» занимался строительством на территории Алтайского края масштабных промышленных сооружений, социальных объектов и жилых домов. Сооружал заводы: механический, станкостроительный, шинный, асбестотехнических изделий и резинотехнических, моторный и комбинат химических волокон.
Строил целые кварталы жилья, больницы, школы, детсады, Дворец спорта, драмтеатр, ЦУМ, благоустраивал город. Участвовал в сооружении комплекса первой коксовой батареи на Алтайском коксохимическом заводе и строительстве города Заринска.
Указом Президиума Верховного Совета СССР от 23 апреля 1982 года за выдающиеся производственные успехи при сооружении комплекса первой коксовой батареи на Алтайском коксохимическом заводе и строительстве города Заринска бригадиру плотников-бетонщиков строительного управления № 3 треста «Стройгаз» Главалтайстроя Министерства строительства СССР Стопореву Семёну Яковлевичу присвоено звание Героя Социалистического Труда с вручением ему ордена Ленина и золотой медали «Серп и Молот».
В 1990 году вышел на пенсию. Живёт в городе Барнаул Алтайского края.
Награждён орденом Ленина.